# James Fleurissaint
 (mai 2025).
James Fleurissaint, né à Port-au-Prince, est un artiste haïtien.
Comédien, poète et diseur d'histoires, sa passion pour le théâtre lui est originellement transmise par son père. Après des études en sociologie, il entreprend une formation d'acteur ainsi que des ateliers en arts du spectacle avec l'Institut français en Haïti, et enfin se rend en France où il étudie durant trois ans l'art du spectacle à l'université Paris-Nanterre. 
En 2015, il entame une tournée en Afrique avec la pièce La Grammaire du Mensonge de Jean-Paul Tooh-Tooh. Il tient par la suite le rôle-titre dans la pièce Monsieur Toussaint d'après Édouard Glissant, œuvre portée au cinéma sous le nom Ouvertures, film qui est récompensé lors de la 70e édition de la Berlinale et reçoit également un prix honorifique Fipresci. 
Il a participé à l'écriture de nombreux ouvrages et, à titre personnel, a publié un recueil de poème intitulé Mètrès Douvanjou, édité par les éditions Bas de pages.
Ses engagements politiques le poussent à quitter Haïti pour la France en 2019.
En 2021, il anime une rubrique littéraire dédiée à la littérature haïtienne, intitulée Le Verbe enflammé et diffusée sur la radio Haïti Inter,.